# Ruahatoko
Ruahatoko  (Tockus ruahae) är en fågel i familjen näshornsfåglar inom ordningen härfåglar och näshornsfåglar.

## Utbredning och systematik
Fågeln förekommer i centrala och södra Tanzania. Tidigare ingick ruahatoko i komplexet rödnäbbad toko vars fem taxon kempi, erythrorhynchus, ruahae, rufirostris och damarensis numera givits artstatus.

## Status
IUCN har ännu inte erkänt taxonet som art och placerar den därför inte i någon egen hotkategori.

## Namn
Ruahatoko har fått sitt namn efter Ruahafloden som går igenom Ruaha nationalpark där fågeln förekommer allmänt.